# Тэмми и Ти-Рекс
«Тэмми и Ти-Рекс» (англ. Tammy & The T-Rex) — фантастическая молодёжная комедия 1994 года. В главных ролях снялись молодые Дэнис Ричардс и Пол Уокер.

## Сюжет
Слоган: «He’s The Coolest Pet In Town!»
Майкл и Тэмми — два обычных старшеклассника, влюблённых друг в друга, но они не могут быть вместе, так как Тэмми встречается с хулиганом по имени Билли, который однажды ввязывается в жестокую драку с Майклом. Однажды ночью Билли и его дружки устраивают погоню за Майклом, и в результате тот оказывается в загоне для львов в местном зоопарке. Происходит несчастный случай, и юноша впадает в кому. Его тело находят и отвозят в больницу, где дядя Майкла, доктор Воченштейн и его ассистентка Хельга решают, что юноше уже ничем не помочь, но его мозг можно переместить в робота-динозавра, которого создал доктор. После завершения процедуры по перемещению мозга, Майкл приходит в себя в теле робота и отправляется мстить своим обидчикам и встречает Тэмми.
Девушка понимает, что перед ней Майкл и начинает поиски более подходящего тела. Однако сам доктор Вотченгтейн не доволен своим изобретением. Он отправляется на его поиски и в результате погони Майкл убивает доктора. Полиция открывает огонь по роботу и Майкл-динозавр погибает. Тэмми удаётся спасти мозг Майкла. Она относит мозг домой и временно подключает его к компьютеру и видеокамере.

## В ролях
- Дэнис Ричардс — Тэмми
- Пол Уокер — Майкл
- Тео Форсетт — Байрон
- Терри Кисер — Доктор Воченштейн
- Эллен Дубин — Хельга
- Бак Флауэр — Норвилл
- Кен Карпентер — Невилл
- Джордж Пилгрим — Билли
- Шон Уолен — Уизел
- Д. Джей Сондерс — Шериф Бэек
- Джон Эдмондсон — Карл
- Джон Фрэнклин — Бобби
- Мишель Майка — Мишелль
- Кен Чендлер — Отец
- Шивонн Дюркин — Уэнди

## Съёмки
Съёмки картины проходили в городах Калабасас, Камарильо и Лос-Анджелес в штате Калифорния, США.

## Альтернативная версия
Первоначально-отснятая версия фильма должна была быть более кровожадной и носила название «Танни и Подросток-динозавр» (англ. Tanny & The Teenage T-Rex) — ей был присвоен рейтинг «R», который позже был смягчён.

## Музыка
В фильме звучали песни:
- «Keep The Fire» — Jaded Heart
- «Take A Look Around You» — Jaded Heart
- «Walking Away» — Jaded Heart
- «Messed Up» — The Diggums
- «Slow Song» — He’s Dead Jim
- «Dinosaur World» — Simon Stokes & The Black Whip Thrill Band
- «Planet Of Love» — Simon Stokes & The Black Whip Thrill Band
- «Dinosaur Man» — Simon Stokes & The Black Whip Thrill Band
- «Party Animal» — Simon Stokes & Yhe Black Whip Thrill Band
- «Tammy’s In Love» — Mark Hanley
- «Please» — The Rise
- «Free World»